# Macintosh Quadra 840AV

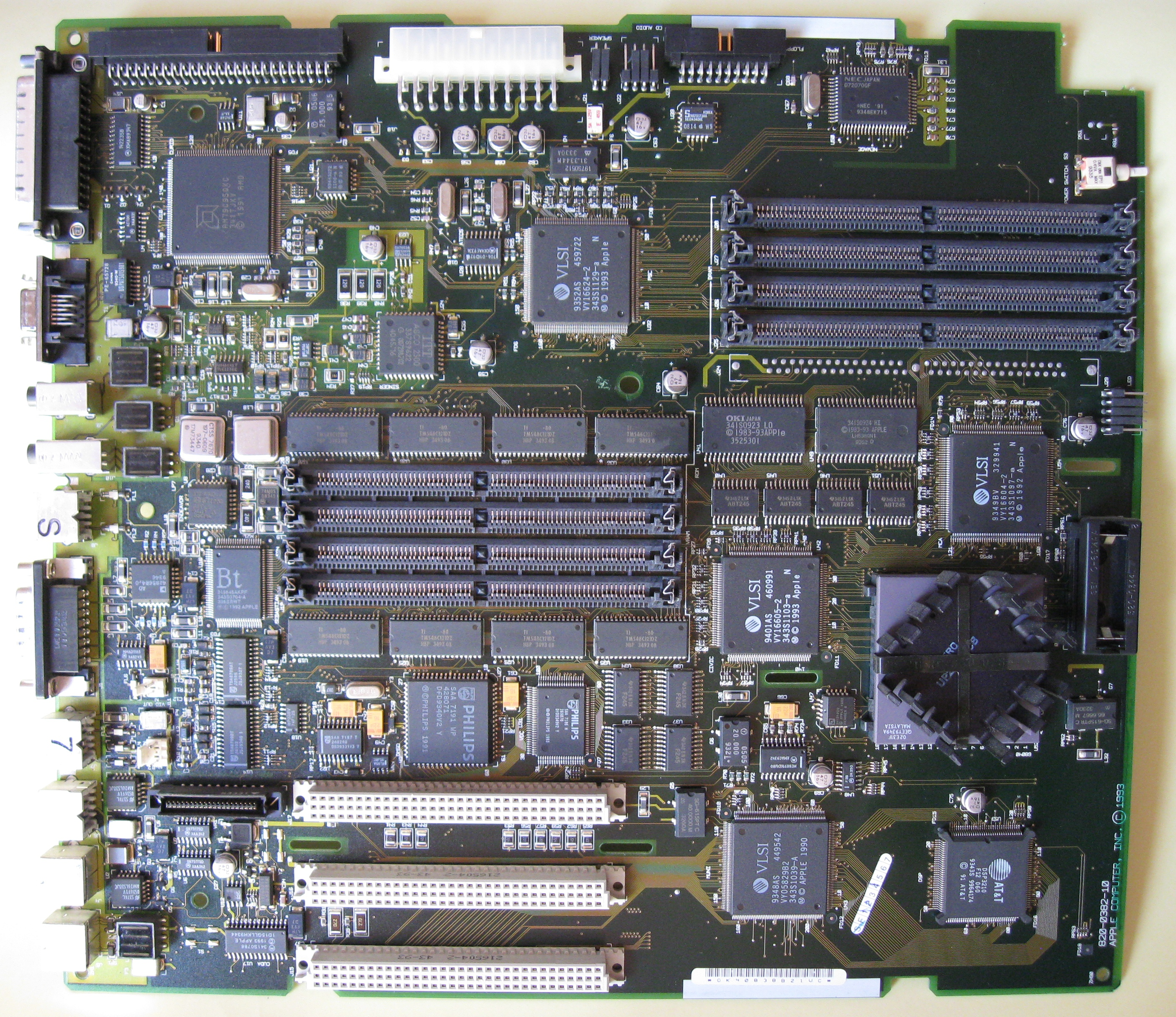
Macintosh Quadra 840AV moederbord

De Macintosh Quadra 840AV is een personal computer die ontworpen, gefabriceerd en verkocht werd door Apple Computer van juli 1993 tot juli 1994. De Quadra 840AV werd samen met de Macintosh Centris 660AV op de markt gebracht, waarbij "AV" duidt op de video in- en uitvoer en de geavanceerde audiomogelijkheden.
De Quadra 840AV werd stopgezet vlak na de introductie van de PowerPC-gebaseerde Power Macintosh-familie. De Power Macintosh 8100/80AV bood dezelfde mogelijkheden in dezelfde behuizing, maar tegen een beduidend hogere aankoopprijs. De 7100/66AV bevond zich wel in dezelfde prijsklasse als de 840AV, maar had een gewonde desktopbehuizing zoals de IIvx.

## Ontwerp
Behuizing: De Quadra 840AV gebruikt dezelfde mini-tower-behuizing als de Quadra 800 maar met een licht gewijzigd voor- en achterpaneel om plaats te bieden aan de extra video in- en uitgangen en aan de aan/uit-knop die naar de voorkant verplaatst is.
CPU: Bij zijn introductie was de 840AV met zijn 40 MHz Motorola 68040-processor de snelste Macintosh van zijn tijd, sneller dan de hoger gepositioneerde Quadra 950. Het is nog steeds zowel de allersnelste Quadra als de allersnelste 68k-gebaseerde Macintosh. De 840AV is samen met de 660AV de eerste Macintosh die volledig in 32-bit mode werkt, waardoor sommige oudere 24-bit NuBus-kaarten niet kunnen gebruikt worden in deze computers.
Geheugen: De 840AV maakt gebruikt van 70 ns interleaved RAM. Met de vier SIMM-slots op het moederbord kan er maximaal 128 MB geheugen geïnstalleerd worden. In tegenstelling tot de Quadra 800 heeft de 840AV geen 8 MB geheugen op het moederbord gesoldeerd, waardoor het maximaal geheugen iets lager ligt dan bij de Quadra 800.
Uitbreiding: Het moederbord heeft drie NuBus-slots maar geen Processor Direct Slot. Een van deze NuBus-slots ondersteunt NuBus-kaarten die een Digital Audio and Video (DAV) connector hebben.
Opslag: De Quadra 840AV bevat standaard een intern 3,5-inch diskettestation van 1,44 MB en werd geleverd met een SCSI harde schijf van 230 MB, 500 MB of 1 GB.
CD-ROM: De behuizing biedt plaats aan een optionele interne AppleCD 300i cd-romlezer op dubbele snelheid. 
Video: Om het afspelen van video te verbeteren worden twee afzonderlijke framebuffers gebruikt: één voor het standaardscherm en één specifiek voor videobeelden. Hierdoor kan de video-invoer rechtstreeks weergegeven worden in een venster binnen de Macintosh-gebruikersinterface. Het moederbord heeft 1 MB VRAM, met 4 VRAM SIMM-slots die een uitbreiding tot 2 MB mogelijk maken. Om de audio- en videoverwerking minder belastend te maken voor de CPU beschikt de 840AV over een AT&T 3210 digitale signaalprocessor (DSP). Met zijn 66,7 MHz is deze DSP sneller dan de 55 MHz-variant in de 660AV. Er maakten echter slechts weinig Mac-programma's gebruik van deze ingebouwde DSP vanwege de complexiteit om hem te programmeren.
Audio: De 840AV was samen met de 660AV de eerste Macintosh die standaard de mogelijkheid bood om 16-bit 48 kHz stereo geluid op te nemen en af te spelen. Het waren ook de eerste modellen met ingebouwde spraakherkenning (PlainTalk).

## Specificaties
- Processor: Motorola 68040, 40 MHz en AT&T 3210 DSP, 66,7 MHz
- Systeembus snelheid: 40 MHz
- ROM-grootte: 2 MB
- Databus: 32 bit
- RAM-type: 60 ns 72-pin SIMM
- Standaard RAM-geheugen: 8 MB
  - Uitbreidbaar tot maximaal 128 MB
  - RAM-sleuven: 4
- Standaard video-geheugen: 1 MB VRAM[a]
  - Uitbreidbaar tot maximaal 2 MB VRAM[b]
  - VRAM-sleuven: 4
- Standaard diskettestation: 3,5-inch, 1,44 MB
- Standaard harde schijf: 230 MB, 500 MB of 1 GB (SCSI)
- Standaard optische schijf: geen (optionele SCSI cd-lezer met dubbele snelheid)
- Uitbreidingssleuven: 3 NuBus
- Type batterij: 3,6 volt Lithium
- Uitgangen:
  - 1 ADB-poort (mini-DIN-4) voor toetsenbord en muis
  - 1 video-poort (DB-15)
  - 1 SCSI-poort (DB-25)
  - 2 seriële poorten: standaard printerpoort (mini-DIN-8) en GeoPort modempoort (mini-DIN-9)
  - 1 Ethernet-poort (AAUI-15)
  - 1 audio-uit (3,5 mm jackplug)
  - 1 microfoon (3,5 mm jackplug)
  - 2 video-in: S-Video- en RCA-poort
  - 2 video-uit: S-Video- en RCA-poort
- Ondersteunde systeemversies: System 7.1 t/m Mac OS 8.1
- Afmetingen: 36 cm × 20 cm × 40 cm (h×b×d)
- Gewicht: 11,5 kg

Uit productie: 1984: Macintosh 128K, Macintosh 512K · 1985: Macintosh XL · 1986: Macintosh Plus · 1987: Macintosh II, Macintosh SE · 1988: Macintosh IIx · 1989: Macintosh SE/30, Macintosh IIcx, Macintosh IIci, Macintosh Portable · 1990: Macintosh IIfx, Macintosh Classic, Macintosh IIsi, Macintosh LC serie · 1991: Macintosh Quadra 700, Macintosh Quadra 900, Apple PowerBook · Macintosh Classic II · 1992: Macintosh IIvx, Macintosh Quadra 950, PowerBook Duo, Macintosh Performa serie · 1993: Macintosh Centris serie, Macintosh Color Classic, Macintosh TV · Apple Workgroup Server · 1994: Power Macintosh · 1997: Power Macintosh G3, PowerBook G3, Twentieth Anniversary Macintosh · 1998: iMac · 1999: iBook, Power Mac G4 · 2000: Power Mac G4 Cube · 2001: PowerBook G4 · 2002: eMac, iMac G4 · 2003: Xserve, Power Mac G5 · 2004: iMac G5 · 2005: Mac mini · 2006: MacBook · 2015: MacBook (Retina) · 2017: iMac Pro

Huidige modellen: MacBook Air, MacBook Pro, iMac, Mac mini, Mac Studio, Mac Pro